# Leonhard Nagenrauft
Leonhard Nagenrauft (Bischofswiesen, 1938. március 9. – Berchtesgaden, 2017. május 22.) Európa-bajnok német szánkós.

## Pályafutása
Az 1967-es königssee-i Európa-bajnokságon férfi egyesben aranyérmet szerzett. Az 1968-as grenoble-i olimpián kilencedik, majd az 1971-es olangi világbajnokságon ezüstérmes lett. Az 1972-es szapporói olimpián az ötödik helyen végzett. Ugyanebben az évben az Európa-bajnokságon bronzérmet szerzett.

## Sikerei, díjai
- Világbajnokság – férfi egyes
  - ezüstérmes: 1971
- Európa-bajnokság – férfi egyes
  - aranyérmes: 1967
  - bronzérmes: 1972